# Kingscourt
Kingscourt (iriska: Dún an Rí) är ett samhälle i grevskapet Cavan i Republiken Irland. Orten är belägen i den östra delen av grevskapet nära Carrickmacross i Monaghan. Kingscourt har 1 748 invånare (2006). 
Det finns en kyrka i Kingscourt med glasmålningar från 1940-talet av Evie Hone.